# Pelenomus quadricorniger
Pelenomus quadricorniger är en skalbaggsart som först beskrevs av Enzo Colonnelli 1986.  Pelenomus quadricorniger ingår i släktet Pelenomus, och familjen vivlar. Arten är reproducerande i Sverige.